# Музей Рок-Айлендского арсенала
Музей Рок-Айлендского арсенала (англ. Rock Island Arsenal Museum) — второй по старшинству военно-исторический музей в США. Расположен в округе Рок-Айленд, штат Иллинойс на территории Рок-Айлендского арсенала.

## История
Музей был основан в 129-ю годовщину Дня независимости США, 4 июля 1905 года. Предпосылкой для открытия этого музея являлось письмо, полученное командиром Рок-Айлендского арсенала полковником Стенхоупом Блантом в 1903 году, в нём автор послания, начальник артиллерийского управления армии США Уильям Крозье попросил Бланта принять груз из пятнадцати ящиков, в которых находилась его личная коллекция оружия и боеприпасов из разных стран, которую Крозье желал видеть в качестве экспонатов в будущем военном музее.
Средства необходимые для открытия и успешного функционирования музея Блант получил в ходе аукциона, на котором он в качестве лотов выставил несколько старинных экземпляров оружия, хранившихся в Рок-Айлендском арсенале. Во время Первой мировой войны музей был вынужден временно закрыться, так как занимаемые им здания потребовались армии США в качестве производственных площадей. В 1919 году по просьбам местных жителей музей был заново открыт, однако новая мировая война опять закрыла его двери для посетителей и возобновить свою работу он смог только в мае 1948 года.

## Коллекция
Помимо предметов, полученных Блантом в пятнадцати ящиках в 1903 году, коллекция музея в первые годы его существования была пополнена единицами оружия, предназначавшимися для выставки в качестве экспонатов на отменённой международной выставке в Сент-Луисе 1904 года и боевыми экземплярами вооружения с полей битв филиппино-американской войны (1899—1902).
Также музей может похвастаться наличием таких экспонатов как: первая модель винтовки Springfield M1903, сабля бригадного генерала Джона Бьюфорда-младшего, соломенное чучело лошади для примерки сбруи, а также объектами, напечатанными на 3D-принтере для нужд армии во время пандемии COVID-19.